# Megalithische tempels van Mnajdra
De megalithische tempels van Mnajdra bevinden zich aan de zuidkust van Malta op 500 meter ten zuiden van het tempelcomplex van Ħaġar Qim. Het complex dateert uit de periode 3600-2500 v.C en is als het ware ingekuild in de kliffen. De omgeving is zeer sfeervol met uitzicht op de zee, de bebloemde hellingen en het rotseiland Filfla.

## Beschrijving
De drie tempels zijn gebouwd in globigerina-kalksteen en geven uit op een ovaal voorhof met een breedte van 30 m.
De oudste tempel is meest noordelijk gelegen en heeft een eenvoudige klaverbladvorm met drie apsissen. Hij dateert uit de Ggantija-fase.
De zuidelijke tempel uit de vroege Tarxienfase heeft vier apsissen. De façade van deze tempel is concaaf en grotendeels intact bewaard. Er werd afwisselend met grote en kleinere stenen gewerkt. Er is een zitbank. Door de ingang komt men in de eerste ovale tempelruimte waar twee trilithon-constructies ( één links, één in het midden) doorgang geven naar de tweede achterliggende tempelruimte. Rechts bevindt zich een intramurale kamer waarvan vermoed wordt dat ze dienstdeed als orakelkamer. Een tweetal altaren met centrale steunpilaar zijn aanwezig.
De derde of noordelijke tempel werd (na 3100 v.C) tussen de twee andere ingebouwd op een soort terras en is iets hoger gelegen. Hij omvat vier apsissen en een nis. Er zijn twee toegangen naast elkaar. Ook hier zijn twee altaren elk met centrale steunpilaar aanwezig.
Typisch voor de Mnajdra tempels zijn de puntvormige versieringen op de orthostaten en de altaren.

## Astronomische betekenis?

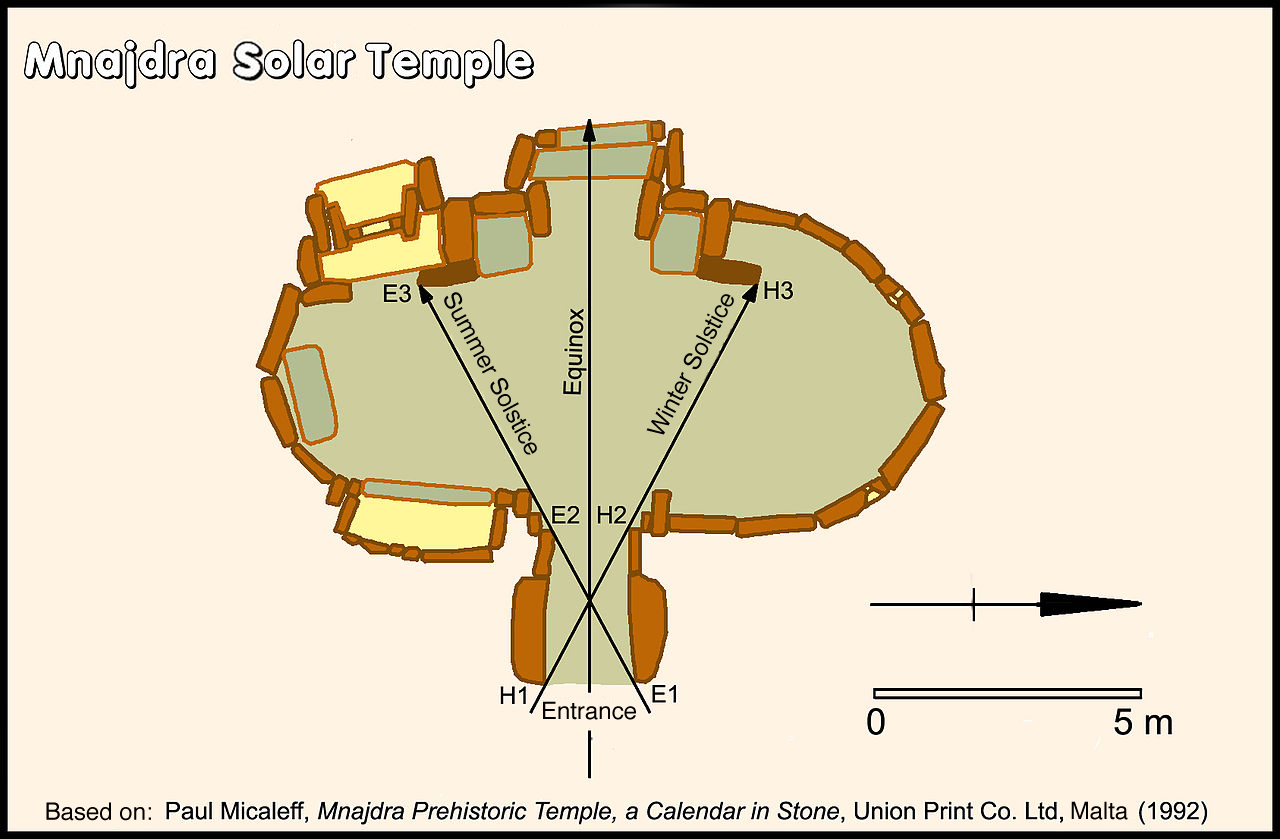
Schematische weergave van de equinoxen en zonnewendes

Er werd vastgesteld dat bij zonsopgang tijdens het wintersolstitium de zonnestralen in de zuidelijke tempel diagonaal schijnen door de ingang op de rechter gedecoreerde megaliet van de doorgang tussen de eerste en de tweede tempelruimte. Bij het zomersolstitium vallen de zonnestralen op de linker megaliet van dezelfde doorgang.
Bij de equinoxen baadt de centrale tempelruimte in het licht. Deze vaststellingen hebben bij sommigen astronomische verbanden opgeroepen.

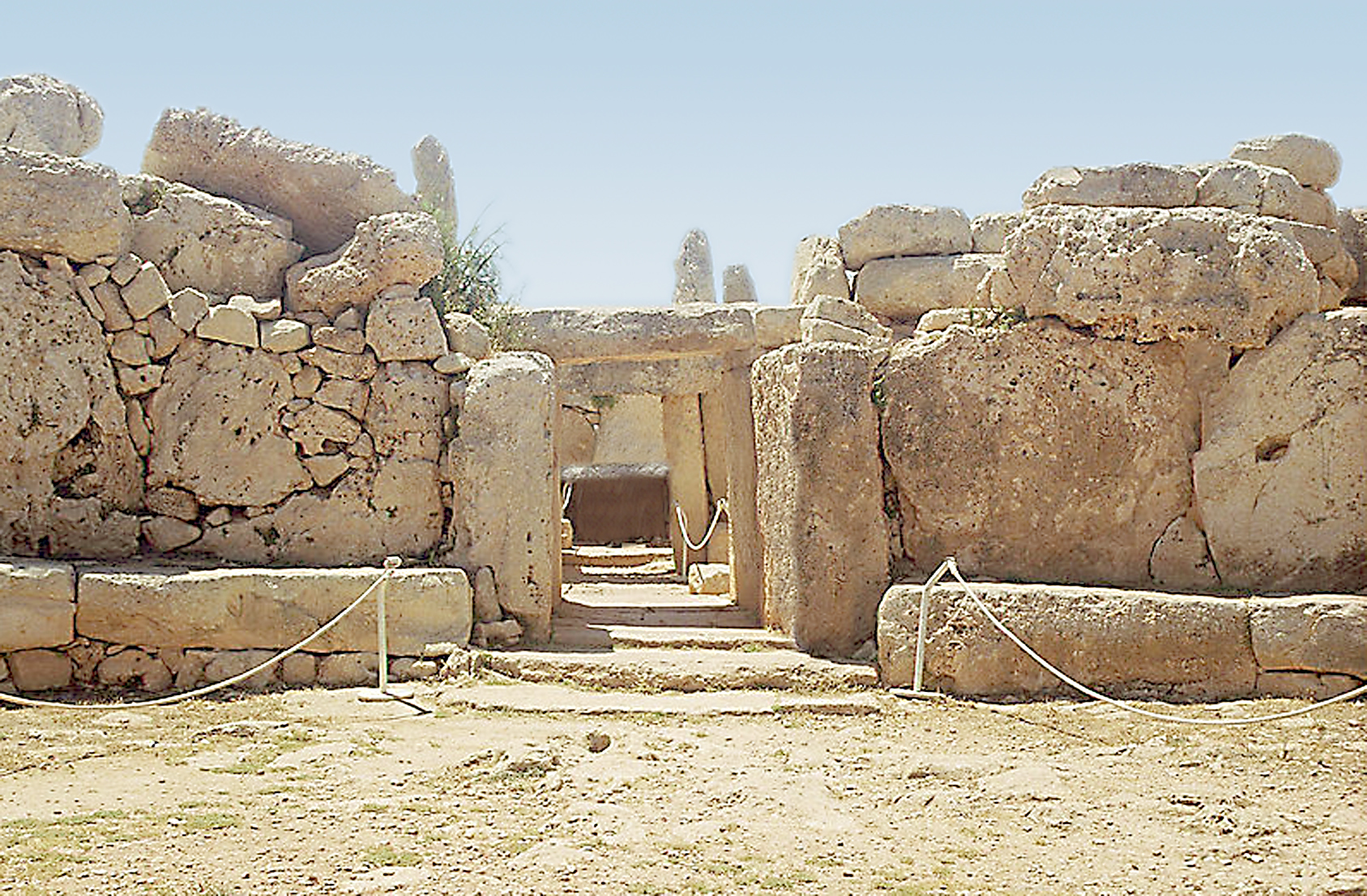
ingang zuidelijke tempel

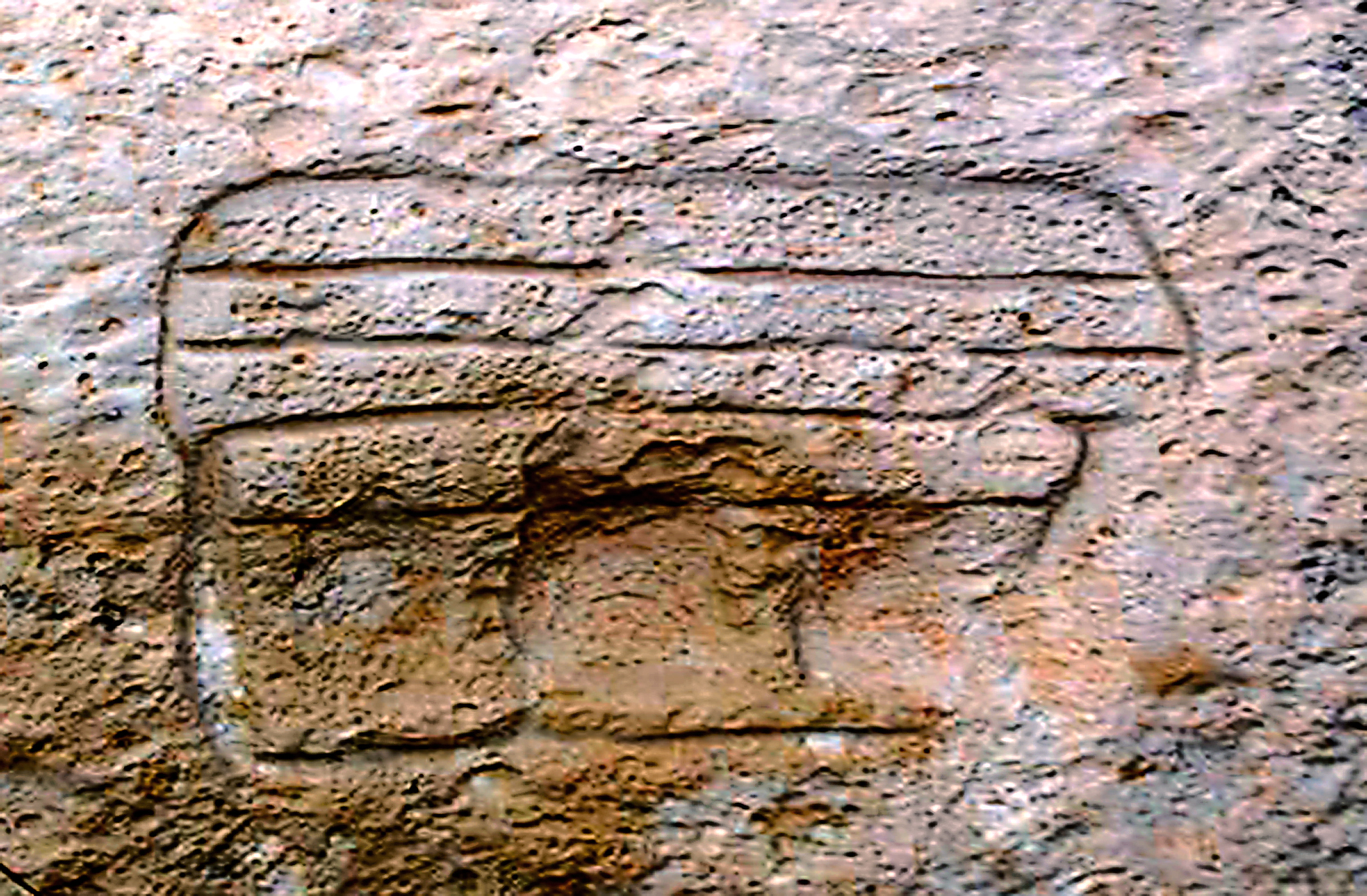
tempeltekening op binnenmuur